# Manuel Villarán Loli
Manuel Gaspar Villarán Loli (Huaraz, 1784-Lima, 1859) clérigo y político peruano. Fue presidente de la Convención Nacional (1834) y del Congreso General de Huancayo (1839), ambos de carácter constituyente.

## Biografía
Hijo de José Ignacio Villarán y Manuela Loli Sánchez, por cuya línea descendía de italianos ligures asentados en Huaraz en 1660; y del rey Alfonso IX de León a través de Aldonza Alfonso de León.
Natural de Huaraz, realizó sus primeros estudios en su tierra natal y luego se trasladó a Lima para ingresar al Seminario de Santo Toribio (1800). Recibió las sagradas órdenes en 1807. Se recibió como Maestro en Sagrada Teología en 1809. En el Seminario llegó a ser vicerrector (1814), regente de estudios (1819) y rector.
En la Universidad Mayor de San Marcos se graduó de Bachiller en Cánones (1808), pero no hay constancia de que se recibiera de abogado. Se graduó también de doctor en Sagrada Teología (1815) y doctor en Leyes (1820), y asumió como catedrático en Prima de Sagrada Escritura.
Partidario de la causa independentista, fue uno de los firmantes del Acta de la Declaración de la Independencia del Perú del 15 de julio de 1821, así como del acta de la juramentación efectuada por los profesores del claustro sanmarquino, el día 30.
En cuanto a su ministerio, fue cura de La Magdalena entre 1820 y 1824, lo que le permitió hacer amistad con los libertadores José de San Martín y Simón Bolívar, ilustres huéspedes de la posteriormente llamada Quinta de los Libertadores, ubicada en dicha jurisdicción. Fue más cercano a Bolívar, de quien fue capellán. También fue designado miembro de la comisión encargada de redactar el estatuto de la recién fundada Universidad de Trujillo (1824); y condecorado con la medalla cívica creada por el primer Congreso Constituyente del Perú para premiar los servicios prestados a la causa libertadora (1825). En la catedral de Lima pronunció la oración fúnebre en honor a los caídos en la batalla de Ayacucho.
Como representante de la provincia de Huaylas, que en esos años formaba parte del departamento de Junín, fue uno de los sesenta y cinco diputados electos en 1825 por la Corte Suprema y convocados para aprobar la Constitución Vitalicia del dictador Simón Bolívar. Sin embargo, a pesar de que dicho congreso estuvo convocado, el mismo decidió no asumir ningún tipo de atribuciones y no llegó a entrar en funciones. En septiembre de 1826 acompañó a Bolívar en su viaje de regreso a Caracas. Regresó en 1828 y pasó a ser cura de Santa María del Valle, en Huánuco; fue también director del Colegio de la Virtud Peruana de dicha ciudad, de 1832 a 1833.
En 1833 fue elegido nuevamente diputado por Huaylas ante la Convención Nacional, cuya presidencia ejerció de marzo a abril de 1834. Finalizada las sesiones del congreso en agosto de 1834, Villarán pasó a integrar el Consejo de Estado.
Durante la dictadura del coronel Felipe Santiago Salaverry fue nuevamente convocado para integrar el Consejo de Estado (1835). Bajo la Confederación Perú-Boliviana, el protector Andrés de Santa Cruz lo nombró Ministro de Instrucción Pública, Beneficencia y Negocios Eclesiásticos (4 de febrero de 1837). En tal virtud fue miembro del Consejo de Gobierno que ejerció el Poder Ejecutivo de 9 de febrero a 10 de mayo de 1837, mientras Santa Cruz concurría al Congreso de Tacna.
Tras la caída de la Confederación, fue nuevamente elegido diputado por Huaylas ante el Congreso General de Huancayo, del que fue presidente de septiembre a octubre de 1839.
Fue consejero de Estado bajo el segundo gobierno de Agustín Gamarra (1839-1840) y el primer gobierno de Ramón Castilla (1845-1851).. Durante estos años fue elegido diputado por la provincia de Huaylas.
Durante sus últimos años fue párroco de San Lázaro, en Lima (1850-1859) y examinador sinodal del arzobispado de Lima (1856-1859).